# 5. rozdanie nagród Złotych Malin
Złote Maliny przyznane za rok 1984
Nagroda Specjalna: Linda Blair.
| Kategoria                      | Dla                                                              | Za                                             |
| ------------------------------ | ---------------------------------------------------------------- | ---------------------------------------------- |
| Najgorszy film                 | John Derek                                                       | Bolero                                         |
| Najgorszy film                 | Albert S. Ruddy                                                  | Wyścig gumowej kuli II                         |
| Najgorszy film                 | Marvin Worth, Howard Smith                                       | Kryształ górski                                |
| Najgorszy film                 | Paul Aratow                                                      | Sheena: królowa dżungli                        |
| Najgorszy film                 | Allan Carr                                                       | Gdzie są ci chłopcy                            |
| Najgorszy aktor                | Sylvester Stallone                                               | Kryształ górski                                |
| Najgorszy aktor                | Lorenzo Lamas                                                    | Taniec ciała                                   |
| Najgorszy aktor                | Burt Reynolds                                                    | Wyścig gumowej kuli II Gorący towar            |
| Najgorszy aktor                | Jerry Lewis                                                      | Komedia z innego wymiaru                       |
| Najgorszy aktor                | Peter O’Toole                                                    | Supergirl                                      |
| Najgorsza aktorka              | Bo Derek                                                         | Bolero                                         |
| Najgorsza aktorka              | Shirley MacLaine                                                 | Wyścig gumowej kuli II                         |
| Najgorsza aktorka              | Brooke Shields                                                   | Sahara                                         |
| Najgorsza aktorka              | Tanya Roberts                                                    | Sheena: królowa dżungli                        |
| Najgorsza aktorka              | Faye Dunaway                                                     | Supergirl                                      |
| Najgorszy aktor drugoplanowy   | Brooke Shields                                                   | Sahara                                         |
| Najgorszy aktor drugoplanowy   | George Kennedy                                                   | Bolero                                         |
| Najgorszy aktor drugoplanowy   | Sammy Davis Jr.                                                  | Wyścig gumowej kuli II                         |
| Najgorszy aktor drugoplanowy   | Robby Benson                                                     | Harry i syn                                    |
| Najgorszy aktor drugoplanowy   | Ron Leibman                                                      | Kryształ górski                                |
| Najgorsza aktorka drugoplanowa | Lynn-Holly Johnson                                               | Gdzie są ci chłopcy                            |
| Najgorsza aktorka drugoplanowa | Olivia d’Abo                                                     | Bolero Conan Niszczyciel                       |
| Najgorsza aktorka drugoplanowa | Susan Anton                                                      | Wyścig gumowej kuli II                         |
| Najgorsza aktorka drugoplanowa | Marilu Henner                                                    | Wyścig gumowej kuli II                         |
| Najgorsza aktorka drugoplanowa | Diane Lane                                                       | Cotton Club Ulice w ogniu                      |
| Najgorsza reżyseria            | John Derek                                                       | Bolero                                         |
| Najgorsza reżyseria            | Brian De Palma                                                   | Świadek mimo woli                              |
| Najgorsza reżyseria            | Hal Needham                                                      | Wyścig gumowej kuli II                         |
| Najgorsza reżyseria            | Bob Clark                                                        | Kryształ górski                                |
| Najgorsza reżyseria            | John Guillermin                                                  | Sheena: królowa dżungli                        |
| Najgorszy scenariusz           | John Derek                                                       | Bolero                                         |
| Najgorszy scenariusz           | Harvey Miller, Hal Needham, Albert S. Ruddy                      | Wyścig gumowej kuli II                         |
| Najgorszy scenariusz           | Phil Alden Robinson, Sylvester Stallone                          | Kryształ górski                                |
| Najgorszy scenariusz           | David Newman, Lorenzo Semple Jr., Newman Stevens, Leslie Stevens | Sheena: królowa dżungli                        |
| Najgorszy scenariusz           | Stu Krieger, Jeff Burkhart                                       | Gdzie są ci chłopcy                            |
| Najgorszy debiut aktorski      | Olivia d’Abo                                                     | Bolero Conan Niszczyciel                       |
| Najgorszy debiut aktorski      | Michelle Johnson                                                 | Te cholerne Rio                                |
| Najgorszy debiut aktorski      | Andrea Occhipinti                                                | Bolero                                         |
| Najgorszy debiut aktorski      | Apollonia Kotero                                                 | Purpurowy deszcz                               |
| Najgorszy debiut aktorski      | Russell Todd                                                     | Gdzie są ci chłopcy                            |
| Najgorsza piosenka             | Dolly Parton                                                     | „Drinkenstein” z filmu Kryształ górski         |
| Najgorsza piosenka             | David Sembello, Michael Sembello, Mark Hudson                    | „Smooth Talker” z filmu Taniec ciała           |
| Najgorsza piosenka             | Freddie Mercury, Giorgio Moroder (nowa ścieżka)                  | „Love Kills” z filmu Metropolis                |
| Najgorsza piosenka             | Prince                                                           | „Sex Shooter” z filmu Purpurowy deszcz         |
| Najgorsza piosenka             | Dolly Parton                                                     | „Sweet Lovin' Friends” z filmu Kryształ górski |
| Najgorsza muzyka               | Peter Bernstein, Elmer Bernstein (sceny miłosne)                 | Bolero                                         |
| Najgorsza muzyka               | Giorgio Moroder                                                  | Metropolis Złodziej serc                       |
| Najgorsza muzyka               | Dolly Parton, Mike Post (adaptacja)                              | Kryształ górski                                |
| Najgorsza muzyka               | Richard Hartley                                                  | Sheena: królowa dżungli                        |
| Najgorsza muzyka               | Sylvester Levay                                                  | Gdzie są ci chłopcy                            |